# Tanyzancla
Tanyzancla is een geslacht van vlinders van de familie sikkelmotten (Oecophoridae), uit de onderfamilie Oecophorinae.

## Soorten
- T. amydrographa Diakonoff, 1967
- T. ataracta Turner, 1941
- T. ataurota Turner, 1941
- T. aureola (Turner, 1898)
- T. baeotypa Turner, 1944
- T. basiplaga (Walker, 1863)
- T. camptosema Turner, 1941
- T. catadea Diakonoff, 1967
- T. chalinitis Meyrick, 1910
- T. chionospila Turner, 1941
- T. chrysodeta Turner, 1941
- T. cincta Diakonoff, 1967
- T. clytophanes Turner, 1941
- T. crocanthopa Meyrick, 1918
- T. diachorda Turner, 1941
- T. dichotoma Turner, 1941
- T. diorycta Meyrick, 1920
- T. erastis (Meyrick, 1910)
- T. eseliensis (Rebel, 1909)
- T. eudmeta Turner, 1941
- T. euethira Turner, 1944
- T. euryptila Turner, 1941
- T. flavitincta (Turner, 1917)
- T. haematella (Felder, 1875)
- T. helias (Meyrick, 1884)
- T. hilda (Turner, 1917)
- T. holopsamma Turner, 1944
- T. homophyes Turner, 1941
- T. hyperchyta Turner, 1941
- T. idiophanes Turner, 1941
- T. incomposita (Meyrick, 1884)
- T. lanceolata Diakonoff, 1967
- T. leptopasta Turner, 1944
- T. leucophlebia Turner, 1941
- T. lunata Turner, 1896
- T. malacostola Turner, 1941
- T. marionella (Newman, 1855)
- T. marmorata (Meyrick, 1889)
- T. mediocris Turner, 1941
- T. metacroca Turner, 1944
- T. metriopis Turner, 1944
- T. mimetis (Turner, 1917)
- T. monoxyla Turner, 1941
- T. notia Turner, 1941
- T. oberthurella Viette, 1956
- T. ochrocausta (Meyrick, 1884)
- T. ochrosema Turner, 1944
- T. pepona Diakonoff, 1967
- T. periphanes Turner, 1944
- T. phaeopleura Turner, 1941
- T. phaeoxantha Turner, 1944
- T. polita Turner, 1941
- T. sciosticha Turner, 1941
- T. semistricta Meyrick, 1920
- T. serica Turner, 1944
- T. sericodes Turner, 1941
- T. sincera (Meyrick, 1909)
- T. stictoloma Turner, 1944
- T. succensa Meyrick, 1920
- T. syngenes Turner, 1941
- T. thermochroa (Meyrick, 1884)
- T. tolmera Turner, 1941
- T. virgo (Walsingham, 1891)
- T. xenomima (Meyrick, 1913)
- T. zitella (Newman, 1855)